# Шипстед, Мэгги
Мэгги Шипстед (англ. Maggie Shipstead; род. 1983, Мишен-Вьехо, Калифорния, США) — американская писательница, автор коротких рассказов, эссеист и путешественница. Автор романов Seating Arrangements (2012), Astonish Me (2014), «Большой круг» (2021) и сборника рассказов You Have a Friend in 10A (2022).

## Биография
Шипстед выросла в Мишн-Вьехо, штат Калифорния. Её мать была профессором детского развития и в пять лет отдала Шипстед в программу для «одарённых» детей на основе теста IQ. Занималась конным спортом.
Во время учёбы в Гарвардском университете впервые задумалась о том, чтобы стать писателем, прослушав курс Зейди Смит по творческому письму. После получения степени MFA в Iowa Writers' Workshop была удостоена стипендии Стегнера.
В 2012 году опубликовала свой первый роман, Seating Arrangements, в котором описывает свадебный уик-энд на богатом, вымышленном острове в Новой Англии; роман получил признание критиков. New York Times назвала его «умным и пенистым дебютным романом», он был удостоен книжной премии Los Angeles Times Book Prize и Dylan Thomas Prize.
Ее второй роман, Astonish Me (2014), охватывает три десятилетия интриг и романтических отношений в мире балета, начиная с 1977 года. Он получил смешанные отзывы: New York Times назвала прозу «невыдающейся, подчинённой динамике схематичного сюжета Шипстед». "Однако The Guardian похвалила ее за то, что «проворный почерк не пропускает ни одного удара, а неправдоподобность сюжета компенсируется серьезным отношением к преданности искусству, которая пересекает поколения и захватывает противоположные личности».
В 2021 году опубликовала свой третий роман «Большой круг», получивший широкое признание. Газета Washington Post назвала его «парящим произведением исторической фантастики о „леди-пилоте“ середины XX века». Он был включен в шорт-лист Букеровской премии 2021 года и Женской премии за художественную литературу 2022 года. В романе рассказывается о бесстрашной женщине-авиаторе Мэриан Грейвс, которая пытается преодолеть сексистские нормы авиации 1910—1950-х годов, при этом повествование ведётся от лица актрисы, изображающей Грейвс на экране в наши дни. Летом 2021 года права на экранизацию были приобретены компанией Picturestart, Шипстед стала исполнительным продюсером.
В 2022 году Шипстед опубликовала сборник рассказов You Have a Friend in 10A. Многие из рассказов были ранее опубликованы в журналах: Tin House и Virginia Quarterly Review, за десять лет до публикации романа «Большой круг». Хотя многие из этих рассказов были высоко оценены, некоторые рецензенты критиковали книгу за непоследовательность: в то время как The New York Times высоко оценила стиль рассказа «La Moretta», отметив, что другие рассказы выглядят «явно незаконченными».
Шипстед также проводит большую часть времени, путешествуя по миру, и является эссеистом и писателем-путешественником. Писала для различных журналов и газет, включая Condé Nast Traveler, The New York Times и Departures.

## Личная жизнь
Шипстед живёт в Лос-Анджелесе, вместе со своей собакой Гасом. Несмотря на то, что она живет там, она много путешествует. Для журнала Modern Love она написала о романтических отношениях с мужчиной, с которым познакомилась во время путешествия по субантарктическим островам к югу от Новой Зеландии.